# Railroad Tycoon 3
Railroad Tycoon 3 är ett datorspel i Railroad Tycoon-serien utvecklat av PopTop Software och utgivet av Take Two Interactive år 2003 som en uppföljare till Railroad Tycoon II.
Liksom föregångaren är det ett strategispel som handlar om att styra ett järnvägsbolag i ett antal scenarier i olika delar av världen.